# Kalisari (Talagasari)
Kalisari is een bestuurslaag in het regentschap Karawang van de provincie West-Java, Indonesië. Kalisari telt 4220 inwoners (volkstelling 2010).